# Aeropuerto de El Papalon

i8
i11
i13
Aeropuerto de El Papalon ist ein Flugplatz in El Salvador. 
Die unbefestigte Start- und Landebahn mit rund 1000 Metern nutzbarer Länge hat eine Nordwest-Südost-Ausrichtung und liegt rund 7 Kilometer südöstlich der Stadt San Miguel. Sie verläuft parallel zur Hauptstraße Carretera Panamericana Nº 1. Der Flugplatz wird von der Comisión Ejecutiva Portuaria Autónoma verwaltet.
Der Flugplatz wurde ursprünglich als Aeropuerto Regional (Regionalflughafen) geplant. Der Ausbau wurde jedoch aufgegeben und der Flugplatz heute lediglich für Leichtflugzeuge zugelassen. Es gibt keine Einrichtungen auf dem Gelände. Der Aeroclub de El Salvador nutzt diesen Flugplatz für Ausbildungsflüge.